# 陳金 (宣德進士)
陳金（1409年—？），字汝礪，浙江紹興府上虞縣人，民籍。明朝政治人物。進士出身。

## 生平
應天府鄉試中第十三名舉人。宣德八年（1433年）癸丑科會試第十九名，殿試登進士第三甲第三十七名。累官刑部员外郎，英宗被俘後，正統十四年九月奉命行監察御史事，往山西等地招募民壯。景泰三年升刑部湖廣司郎中，六月充正使，出使安南。六年六月升廣東左布政使，丁憂服闋，天順三年八月復除廣西左布政使。

## 家族
曾祖父陳九齡。祖父陳孟舒。父陳瑰，任吴县主簿。母徐氏。具慶下。娶潘氏。